# 莫日地区圣马凯尔
莫日地区圣马凯尔（法語：Saint-Macaire-en-Mauges，法語發音：[sɛ̃ makɛʁ ɑ̃ moʒ] ⓘ），或纯音译作圣马凯尔昂莫日，是法国曼恩-卢瓦尔省的一个旧市镇，属于绍莱区。2015年12月15日，莫日地区圣马凯尔和相邻的9个市镇合并为新市镇塞夫勒穆瓦讷（Sèvremoine），莫日地区圣马凯尔为其政府驻地。

## 地理
莫日地区圣马凯尔（47°7'26"N, 0°59'30"W）面积27.33 平方千米，位于法国卢瓦尔河地区大区曼恩-卢瓦尔省，该省份为法国西部内陆省份，大致对应安茹地区，北起顺时针与马耶讷省、萨尔特省、安德尔-卢瓦尔省、维埃纳省、德塞夫勒省、旺代省、大西洋卢瓦尔省和伊勒-维莱讷省接壤。
与莫日地区圣马凯尔接壤的市镇（或旧市镇、城区）包括：莫日地区圣菲尔贝、昂德勒泽、莫日地区贝格罗勒、圣莱热苏绍莱、圣安德烈德拉马什、鲁赛、拉勒诺迪耶尔。

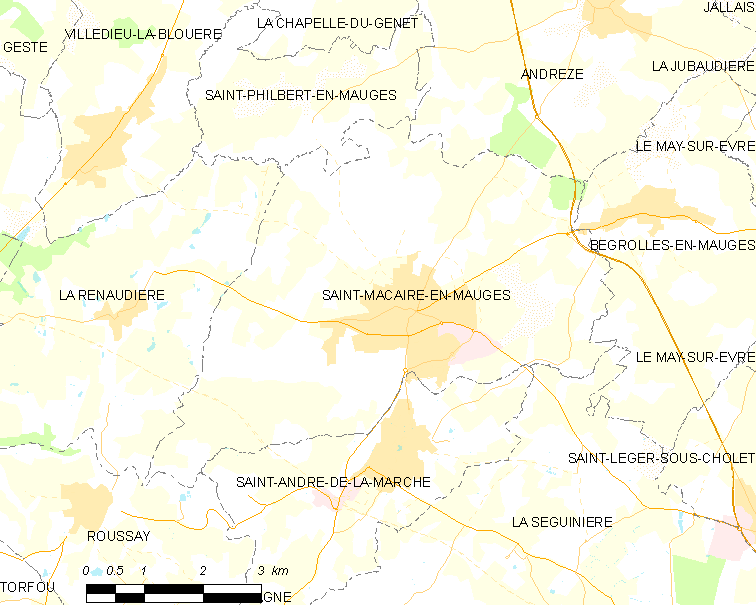
莫日地区圣马凯尔的OSM定位图

莫日地区圣马凯尔的时区为UTC+01:00、UTC+02:00（夏令时）。

## 行政
莫日地区圣马凯尔的邮政编码为49450、49230、49660、49710，INSEE市镇编码为49301。

## 政治
莫日地区圣马凯尔所属的省级选区为塞夫勒穆瓦讷县。

## 人口

1962-2008年间莫日地区圣马凯尔人口变化图示

莫日地区圣马凯尔于2018年1月1日时的人口数量为7028人。